# St. John the Baptist Parish
Das St. John the Baptist Parish (französisch Paroisse de Saint-Jean-Baptiste) ist ein Parish im Bundesstaat Louisiana der Vereinigten Staaten. Im Jahr 2020 hatte das Parish 42.477 Einwohner und eine Bevölkerungsdichte von 74,9 Einwohner pro Quadratkilometer. Der Verwaltungssitz (Parish Seat) ist Edgard.

## Geographie
Das Parish liegt im Südosten von Louisiana, ist im Osten und Süden jeweils etwa 80 km vom Golf von Mexiko entfernt und hat eine Fläche von 901 Quadratkilometern, wovon 334 Quadratkilometer Wasserfläche sind. Es grenzt  an folgende Parishes:
| Livingston Parish, Ascension Parish | Tangipahoa Parish |                    |
| St. James Parish                    |                   |                    |
|                                     | Lafourche Parish  | St. Charles Parish |

## Geschichte
St. John the Baptist Parish wurde 1807 als eines der 19 Original-Parishes gebildet.
Zwei Gebäude des Parish haben aufgrund ihrer geschichtlichen Bedeutung den Status einer National Historic Landmark, das San Francisco Plantation House und die Evergreen Plantation. Insgesamt sind 16 Bauwerke und Stätten des Parish im National Register of Historic Places eingetragen (Stand 10. November 2017).

## Demografische Daten

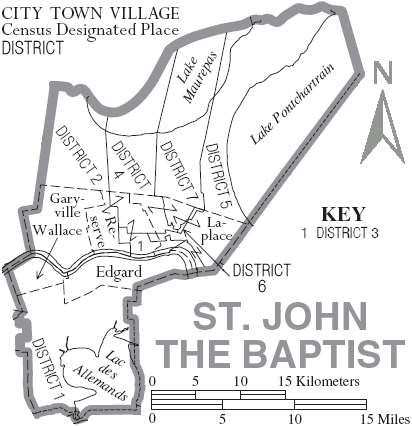
Karte des St. John the Baptist Parishes

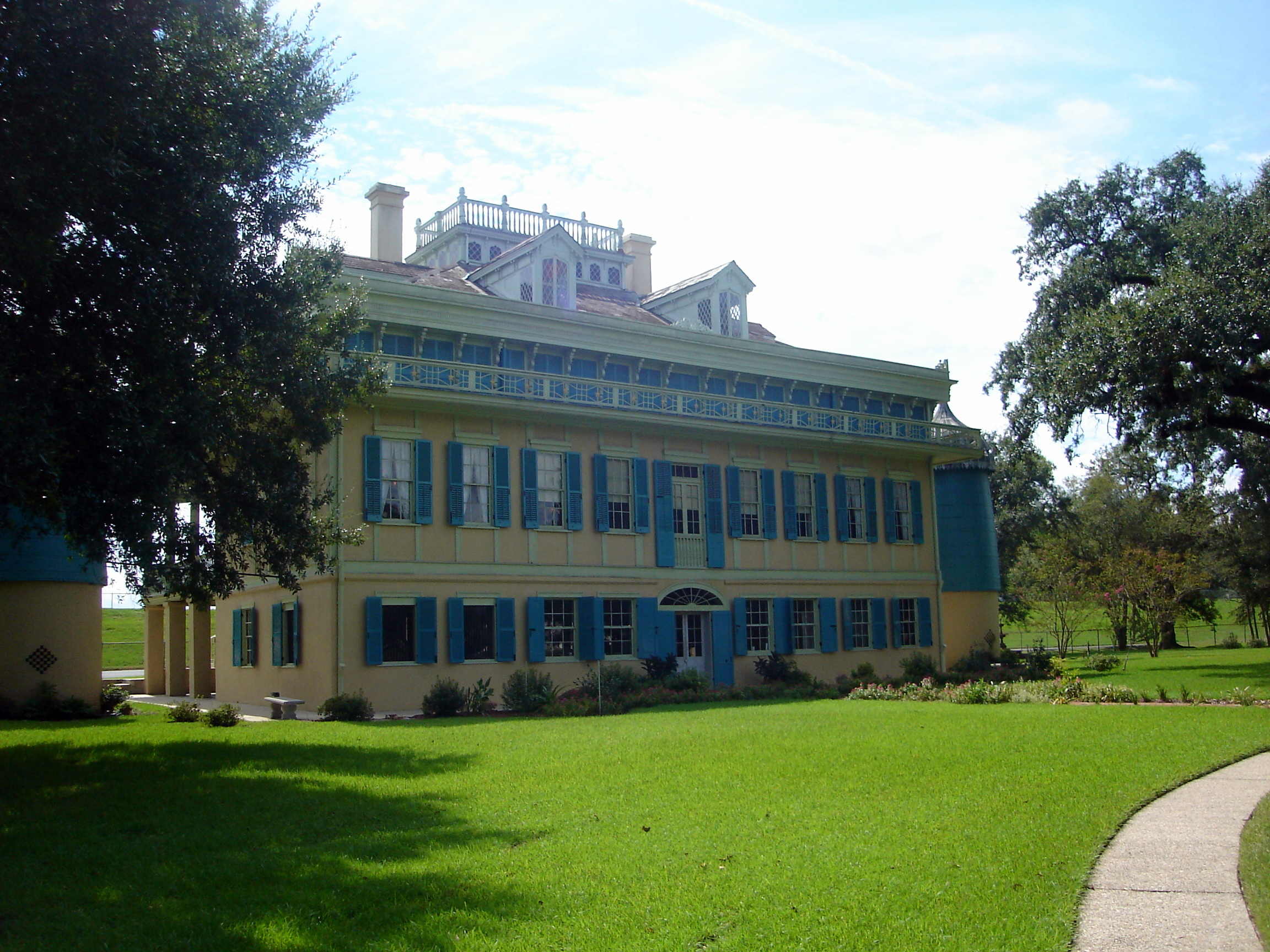
Die San Francisco Plantation in Garyville, gelistet im NRHP Nr. 74002186

Nach der Volkszählung im Jahr 2000 lebten im St. John the Baptist Parish 43.044 Menschen in 14.283 Haushalten und 11.312 Familien. Die Bevölkerungsdichte betrug 76 Einwohner pro Quadratkilometer. Ethnisch betrachtet setzte sich die Bevölkerung zusammen aus 52,58 Prozent Weißen, 44,76 Prozent Afroamerikanern, 0,26 Prozent amerikanischen Ureinwohnern, 0,53 Prozent Asiaten, 0,03 Prozent Bewohnern aus dem pazifischen Inselraum und 0,86 Prozent aus anderen ethnischen Gruppen; 0,98 Prozent stammten von zwei oder mehr Ethnien ab. 2,86 Prozent der Bevölkerung waren spanischer oder lateinamerikanischer Abstammung, die verschiedenen der genannten Gruppen angehörten.
Von den 14.283 Haushalten hatten 43,0 Prozent Kinder und Jugendliche unter 18 Jahre, die bei ihnen lebten. 56,1 Prozent waren verheiratete, zusammenlebende Paare, 18,1 Prozent waren allein erziehende Mütter, 20,8 Prozent waren keine Familien, 17,5 Prozent waren Singlehaushalte und in 6,0 Prozent lebten Menschen im Alter von 65 Jahren oder darüber. Die Durchschnittshaushaltsgröße betrug 2,98 und die durchschnittliche Familiengröße lag bei 3,38 Personen.
Auf das gesamte Parish bezogen setzte sich die Bevölkerung zusammen aus 31,2 Prozent Einwohnern unter 18 Jahren, 9,7 Prozent zwischen 18 und 24 Jahren, 30,2 Prozent zwischen 25 und 44 Jahren, 21,1 Prozent zwischen 45 und 64 Jahren und 7,8 Prozent waren 65 Jahre alt oder darüber. Das Durchschnittsalter betrug 32 Jahre. Auf 100 weibliche kamen statistisch 94,3 männliche Personen. Auf 100 Frauen im Alter von 18 Jahren oder darüber kamen 90,7 Männer.
Das jährliche Durchschnittseinkommen eines Haushalts betrug 39.456 USD, das Durchschnittseinkommen der Familien betrug 43.925 USD. Männer hatten ein Durchschnittseinkommen von 37.293 USD, Frauen 22.323 USD. Das Prokopfeinkommen betrug 15.445 USD. 13,9 Prozent der Familien 16,7 Prozent der Bevölkerung lebten unterhalb der Armutsgrenze. Davon waren 21,7 Prozent Kinder oder Jugendliche unter 18 Jahre und 17,8 Prozent waren Menschen über 65 Jahre.

## Orte im Parish
- Angelina
- Belle Point
- Carrollwood
- Columbia
- Cornland
- Dolsen
- Dutch Bayou
- Edgard
- Frenier
- Galva
- Garyville
- Golden Star Plantation
- Gypsy
- Johnson
- Laplace
- Lions
- Lucy
- Marathon
- Montegut
- Mount Airy
- Reserve
- Riverland Heights
- Ruddock
- Tigerville
- Wallace